# Sismo na Venezuela de 2018
Em 21 de agosto de 2018, um terremoto de magnitude 7,3 atingiu a costa norte da Venezuela, perto de Cariaco, Sucre. Acredita-se que o terremoto seja o maior no país desde o terremoto de San Narciso em 1900. Provocou evacuações em Caracas e causou tremores na Colômbia, Guiana, Brasil, Granada, Dominica, Barbados, São Vicente e Granadinas, Santa Lúcia e Trinidad e Tobago, o último dos quais também sofreu danos e breves quedas de telefone e energia a cerca de 160 quilômetros de distância. Um tsunami não era esperado, embora o Centro de Alerta de Tsunami do Pacífico tenha alertado sobre o potencial de ondas, e um alerta tenha sido transmitido para ondas de tsunami ao longo das costas. Em termos de danos, o concreto caiu do arranha-céu inacabado da Torre de David, bloqueando a calçada e fechando o tráfego.
De acordo com o governador do estado de Sucre, inicialmente não houve relatos de mortes na área. Embora várias fontes do governo venezuelano não tenham relatado feridos, houve relatos de feridos em um shopping center em Cumaná, próximo ao epicentro, quando uma escada rolante desabou. Mais tarde, cinco pessoas foram confirmadas mortas, após ataques cardíacos durante o terremoto de choque. O ministro do Interior, Néstor Reverol, sustentou que não houve mortes.
Os terremotos seguem uma série de terremotos relacionados duas semanas antes na vizinha Colômbia, incluindo breves tremores de magnitude 6,1 e 5,8 em 7 de agosto.

## Terremoto
O epicentro é relatado para à leste de Carúpano, e a uma profundidade de 123 km (76 milhas). A capital venezuelana, Caracas, fica a cerca de 622 km (386 milhas) deste local, e ainda tremeu, assim como Bogotá, a capital colombiana a cerca de 2.000 km (1.200 milhas) de distância. O Serviço Geológico dos Estados Unidos relatou o terremoto como 7,3 (após um relatório inicial de 6,8), embora o Serviço Geológico Colombiano tenha relatado como 7,0. O ministro do Interior venezuelano, Néstor Reverol, informou que o terremoto foi de 6,3. O Centro de Alerta de Tsunami do Pacífico dos Estados Unidos, em vez disso, relatou o terremoto como 7,4.
A costa da Venezuela em Cariaco fica na falha El Pilar das placas do Caribe e Sul-Americana, com a última subducção sob a primeira quando a falha se torna perpendicular à costa. Embora Caracas esteja a uma longa distância do epicentro, porque ainda está na falha de San Sebastian, o tremor ainda foi bastante poderoso. Um sismólogo da Universidade de Southampton disse que as duas placas geralmente experimentam um "movimento diferencial horizontal" (a placa do Caribe se move para o leste, e a placa Sul-Americana se move para o oeste e ambas assim se chocam), mas que o terremoto sendo tão profundo indicava que não foi "diretamente relacionado a falha transformante (ou) falha de deslizamento", sugerindo que o terremoto pode ter sido causado pela "borda da placa sul-americana que está subduzindo sob o arco das Pequenas Antilhas" estando envolvida.
A CNN informou que alguém em Guiria, 43 milhas do epicentro, relatou sentir três tremores secundários. Um sismógrafo da Virginia Tech, uma universidade no norte dos Estados Unidos, registrou o terremoto. O Centro de Pesquisa Sísmica da Universidade das Índias Ocidentais registrou tremores secundários em toda a região logo após o terremoto principal.
Testemunhas e fontes de notícias relatam que, durante o terremoto, as pessoas estavam relutantes em deixar alguns prédios, em particular bancos, porque estavam "desesperadas para retirar as notas limitadas que estavão autorizadas a reivindicar no país", então "não queriam sair".
No Brasil, o Observatório Sismológico da UnB, confirmou que tremor foi sentido de forma moderada nos estados do Amapá, Amazonas e Roraima. Em Boa Vista, Macapá e Manaus moradores relataram através das redes sociais terem sentido o impacto. Em Manaus, houve evacuações em dois edifícios. Não houve registros de ocorrências e nenhum dano patrimonial em Boa Vista e Pacaraima. Na capital amapaense, prédios precisaram ser evacuados em ao menos três pontos da capital, como também houve chamadas no município de Laranjal do Jari. De acordo com o tenente-coronel Augusto, engenheiro do Corpo de Bombeiros Militar, “os abalos foram sutis. Não houve prejuízos nas estruturas dos prédios. Nos edifícios, apenas moradores de alguns apartamentos relataram terem sentido algo se mexer".

### Irregularidade
Vários especialistas comentaram sobre como a atividade sismológica que causou o terremoto foi incomum. Juan Cigala, do Departamento de Sismologia do Centro de Emergência de Iquique, no México, explicou que o terremoto foi "um evento excepcional" e também "expressou surpresa" pelo terremoto subsequente, bem como por tremores secundários de magnitude superior a 4,0, algo que "não aconteceu antes". Ele resumiu que "a Terra está se comportando de uma maneira diferente".
Cigala também mencionou que a direção das forças das placas em contato era incomum, explicando por que o terremoto foi sentido por milhares de quilômetros em várias direções. Ele acrescentou que isso, assim como o movimento contínuo das placas desde o terremoto, significa que "continuará a haver eventos telúricos na área" e uma probabilidade de mais terremotos.

## Danos

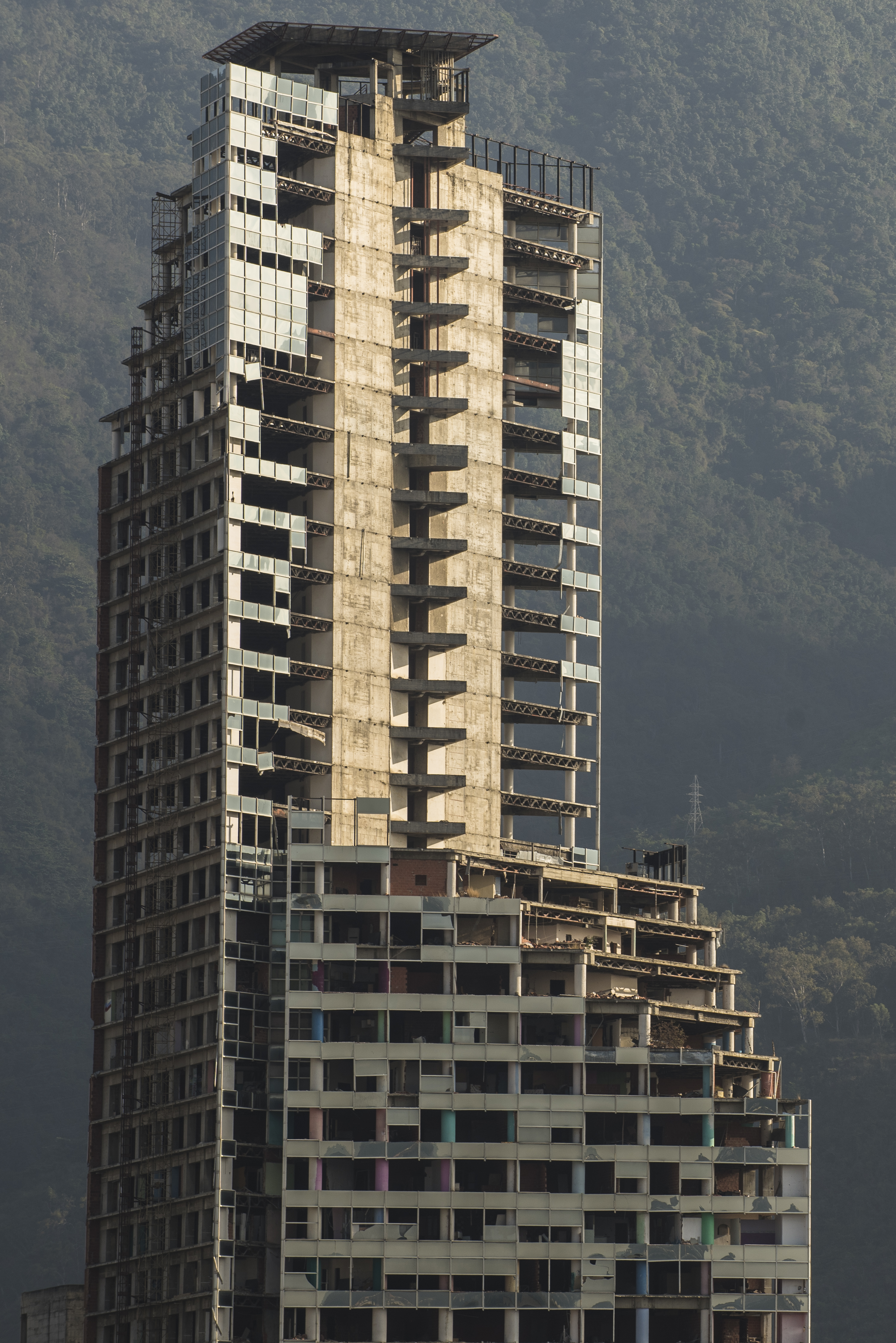
O Centro Financiero Confinanzas, "Torre de David", que foi danificado.

O Aeroporto Internacional de Bogotá foi brevemente fechado para verificar danos na pista. A Torre de David, o segundo edifício mais alto da Venezuela e o 11º mais alto da América do Sul, teria sofrido danos estruturais e agora está inclinado. No entanto, de acordo com Randy Rodríguez, diretor nacional de Proteção Civil, o corpo de bombeiros de Caracas inspecionou a torre e considerou que não há ameaça de queda. O serviço de telefonia e internet em Caracas também foi interrompido.
Surgiu um vídeo de um deslizamento de terra no qual parte de uma montanha de uma ilha caribenha desabou no mar. Quedas de energia temporárias foram relatadas em Arima, Valsayn e outras áreas no leste da ilha de Trindade em Trinidad e Tobago. Várias fontes questionaram se o tremor poderia ter perturbado as extensas reservas de petróleo da Venezuela, potencialmente prejudicando a indústria no país.

## Consequências
O terremoto foi, logo após, julgado como negativo para o governo venezuelano. Diosdado Cabello, presidente da Assembleia Nacional Constituinte do país, estava dando uma transmissão nacional obrigatória no momento do terremoto, com sua resposta "confusa" e "preocupada" apenas para falar e "olhar de um lado para o outro", conforme relatado pelo The Guardian, Time e Associated Press logo após o evento. O governo venezuelano também foi criticado por estar despreparado para desastres naturais, com "ambulâncias ancoradas" no país.
Edwin Rojas, deputado do PSUV e governador do estado em que o terremoto ocorreu, chamou os relatórios de terremoto e alerta de tsunami de "terrorismo psicológico".
Várias pessoas se aprofundaram na ocorrência dos terremotos, que foram "interpretados como uma metáfora política para o regime oscilante (da Venezuela)". Um correspondente da BBC no Caribe compartilhou uma foto da Torre de David no Twitter, comentando que o prédio abandonado do banco estava "à beira do colapso", descrevendo-o como uma "metáfora econômica" adequada para a Venezuela. Da mesma forma, o editor da América Latina do The Wall Street Journal brincou que o "terremoto real" correspondeu ao "terremoto econômico da Venezuela".

O correspondente da BBC Venezuela disse que o terremoto foi realmente bem-vindo: que as pessoas "se divertiram com um evento, que as distraiu das duras realidades da vida cotidiana".